# Елія Захарія
Елія Захарія (алб. Elia Zaharia), у шлюбі Зогу (алб. Zogu; нар. 8 лютого 1983, Тирана) — албанська акторка, співачка, Її королівська високість спадкова принцеса албанців Елія (у шлюбі з Лекою ІІ Зогу, спадковим принцем Албанії).

## Ранні роки та освіта
Елія Захарія народилася 8 лютого 1983 року в Тирані (Албанія) в родині Гергя Захарії і Юлки Муйо. Її батько був родом з міста Пермет, а сім'я матері — з Подгориці (Чорногорія). Згодом вони переїхали в Шкодер, місто на півночі Албанії. В Елії є молодший брат — Амос Муї Захарія. Її мати — відома акторка, а брат — актор і кінорежисер.
2002 року Елія закінчила Національну художню школу Йордана Місьї в Тирані за спеціальністю «мистецтво і сценографія», а потім перебралася в Париж, де вчилася в університеті і познайомилася з принцом Лекою. 2005 року вона закінчила Національну консерваторію Бордо за спеціальністю «художня драма». Згодом займалася в приватній французькій драматичній школі в Парижі «Курси Флоран», а потім продовжила навчання сценічної майстерності в Університеті Париж VIII, який закінчила 2010 року.
Вільно розмовляє французькою, англійською та італійською мовами.
22 жовтня 2020 року вона народила доньку в пологовому будинку імені королеви Джеральдіни в Тирані, у 18-ту річницю її смерті. На її честь і назвали новонароджену.

## Кар'єра
Елія виконувала ролі в кількох постановках у Національному театрі, зокрема в п'єсах:
- 2011: «Суворе випробування»[ru] Артура Міллера
- 2011: «Гірке кохання» Карло Бруні
- 2012: «Забудь кохання» Еріона Камі (Албанський національний театр комедії)
- 2013: «Сон літньої ночі» Вільяма Шекспіра
- 2014: «Сонячні хлопчики»[en] Ніла Саймона (Албанський національний театр комедії)
- 2016: «Три сестри» Антона Чехова

Також знімалася в кіно і виступала як співачка. 2002 року виконала головну роль у фільмі «Червоні квіти, чорні квіти» (алб. Lule te kuqe, lule te zeza), а 2008 року знялася в картині Горана Паскалевича «Медовий місяць».
Від 1999 до 2002 року брала участь у музичному гурті «Spirit Voice». У 2016 і 2018 роках разом з Ардітом Ґ'єбреа вела албанський музичний конкурс Kenga Magjike.

## Принцеса
У Парижі Елія познайомилася з принцом Лекою, а в травні 2010 року одружилася з ним. Відтоді супроводжувала принца у всіх його офіційних візитах та зустрічах із членами інших королівських родин. Принцеса Елія очолює Фонд королеви Джеральдіни, некомерційну організацію, засновану королівським домом і покликану допомагати нужденним албанським сім'ям і дітям.
27 березня 2016 року принц Скендер Зогу (нар. 1933), член албанської королівської сім'ї, оголосив, що Лека і Елія поєднаються шлюбом 8 жовтня 2016 року в Королівському палаці в Тирані. Церемонія, на якій були присутні понад 300 членів інших європейських дворянських і королівських сімей, мала напівофіційний статус. Цивільний шлюб уклав мер Тирани Еріон Веліай.
Серед членів королівських сімей на весіллі були: королева Іспанії Софія, імператриця-вдова Ірану Фарах Пахлаві, принц і принцеса Кентські, спадковий принц Олександр і спадкова принцеса Катарина Югославські, принц Гійом Люксембурзький разом з принцесою Сибіллою, принцеса Леа Бельгійська, а також інші представники монарших родин Росії, Італії, Ліхтенштейну, Румунії, Греції, Грузії, Чорногорії, Марокко і члени інших знатних сімей. На церемонії також були присутні представники вищої влади Албанії.
22 жовтня 2020 року принцеса Елія народила доньку Геральдіну.